# Ilwaco
Ilwaco is een plaats (city) in de Amerikaanse staat Washington, en valt bestuurlijk gezien onder Pacific County.

## Demografie
Bij de volkstelling in 2000 werd het aantal inwoners vastgesteld op 950.
In 2006 is het aantal inwoners door het United States Census Bureau geschat op 997, een stijging van 47 (4.9%).

## Geografie
Volgens het United States Census Bureau beslaat de plaats een oppervlakte van
6,1 km², waarvan 5,3 km² land en 0,8 km² water.

## Plaatsen in de nabije omgeving
De onderstaande figuur toont nabijgelegen plaatsen in een straal van 24 km rond Ilwaco.